# 無絲分裂
無絲分裂（英語：amitosis）又称直接核分裂（karyostenosis）、直接细胞分裂（direct cell division），是指細胞核和細胞質直接分裂成兩個大小大致相等的子細胞。因為在分裂前沒有出現纺锤体形成和染色质浓缩，故被稱為無絲分裂，與有絲分裂相對。

## 概述
無絲分裂最常见于原核生物的无性细胞分裂，但最早是在雞胚血細胞中觀察到這種分裂方式，且是發現最早的一種細胞分裂方式。另一個無絲分裂例子是血液中的變形白細胞，在無絲分裂後，子細胞仍具有父細胞的全部性質。
以往無絲分裂也稱二分裂；現今嚴格地講，二分裂屬於一種無絲分裂，且特指原核生物（廣義上還包含線粒體、葉綠體等真核生物胞器）增殖時的細胞分裂方式。

## 歷史
早在1841年，罗伯特·雷马克（R.Remak）首先在雞胚血細胞中觀察到這種分裂方式。因為在分裂過程中沒有出現紡綞絲和染色體的變化，所以1882年，Flemming提出無絲分裂的概念。
据Merriam-Webster's Collegiate® Dictionary（《韦氏大学词典》），“amitosis”这个单词出现时间为1894年。
关于无丝分裂的问题，长期以来就有不同的看法。目前多数学者认为无丝分裂并不是真核细胞的一种正常的普遍的细胞分裂方式，而是一种异常分裂现象，故一般不把无丝分裂列为细胞的一种基本分裂类型。